# Erodium violifolium
Erodium violifolium är en näveväxtart som beskrevs av Porphir Kiril Nicolai Stepanowitsch Turczaninow. Erodium violifolium ingår i släktet skatnävor, och familjen näveväxter. Inga underarter finns listade i Catalogue of Life.